# Giocatori che hanno passato 5000 yard in una stagione della NFL
Passare per oltre 5.000 yard è un avvenimento molto raro nella National Football League. Dan Marino è stato il primo giocatore a raggiungere il traguardo delle 5.000 yard, quando stabilì il record NFL di 5.084 yard passate nel 1984. Il record di Marino è resistito per più di dieci anni dopo il suo ritiro nel 1999, fino a quando Drew Brees raggiunse le 5.476 yard passate nel 2011. Peyton Manning attualmente detiene il record con 5.477 yard passate nel 2013. Drew Brees, Tom Brady e Patrick Mahomes sono gli unici quarterback della NFL ad aver disputato più di una stagione con 5.000 yard passate.

## Giocatori che hanno passato 5.000 yard nella NFL

Drew Brees è il giocatore con più stagioni con 5.000 yard passate, cinque

| Quarterback         | Squadra              | Yard  | Stagione | Note                                                    |
| ------------------- | -------------------- | ----- | -------- | ------------------------------------------------------- |
| Dan Marino          | Miami Dolphins       | 5.084 | 1984     | primo della storia a passare 5.000 yard, MVP della NFL  |
| Drew Brees          | New Orleans Saints   | 5.069 | 2008     | giocatore offensivo dell'anno                           |
| Drew Brees (2)      | New Orleans Saints   | 5.476 | 2011     | giocatore offensivo dell'anno                           |
| Tom Brady           | New England Patriots | 5.235 | 2011     | [ 5 ]                                                   |
| Matthew Stafford    | Detroit Lions        | 5.038 | 2011     | Comeback Player of the Year                             |
| Drew Brees (3)      | New Orleans Saints   | 5.177 | 2012     | seconda consecutiva                                     |
| Peyton Manning      | Denver Broncos       | 5.477 | 2013     | record NFL, MVP della NFL                               |
| Drew Brees (4)      | New Orleans Saints   | 5.162 | 2013     | terza consecutiva                                       |
| Drew Brees (5)      | New Orleans Saints   | 5.208 | 2016     |                                                         |
| Ben Roethlisberger  | Pittsburgh Steelers  | 5.129 | 2018     | [ 8 ]                                                   |
| Patrick Mahomes     | Kansas City Chiefs   | 5.097 | 2018     | MVP della NFL, primo afroamericano a passare 5.000 yard |
| Jameis Winston      | Tampa Bay Buccaneers | 5.109 | 2019     | primo nella NFL anche in intercetti (30)                |
| Tom Brady (2)       | Tampa Bay Buccaneers | 5.316 | 2021     | Più anziano a passare 5.000 yard.                       |
| Justin Herbert      | Los Angeles Chargers | 5.014 | 2021     | [ 10 ]                                                  |
| Patrick Mahomes (2) | Kansas City Chiefs   | 5.250 | 2022     |                                                         |

## Giocatori che hanno passato 4.000 yard nella NFL
Passare 4.000 yard in una stagione era considerata un tempo un'impresa molto rara ma ha perso di significato nel corso degli anni. Quando il calendario era di sole 14 partite (contro le 17 attuali), solo Joe Namath ha passato oltre 4.000 yard una stagione, passandone 4 007 nella stagione AFL 1967. Nel corso degli anni ottanta e novanta, 4.000 yard sono diventate lo standard per i leader della lega nella NFL. Nell'ultimo decennio, 4.000 yard sono diventate quasi comuni nella NFL. Nella stagione 2012, undici quarterback hanno passato per oltre 4.000 yard. Peyton Manning detiene il maggior numero di stagioni da 4.000 yard (14).